# II dynastia z Kraju Nadmorskiego
II dynastia z Kraju Nadmorskiego (w transliteracji z pisma klinowego zapisywane bala kur Tam-tim i bala kur a.ab.ba) – jedna z królewskich dynastii mezopotamskich, której władcy rządzić mieli Babilonią w latach 1025-1005 p.n.e. Dynastia ta zgodnie z Babilońską listą królów A panować miała po II dynastii z Isin, a przed dynastią z plemienia Bit-Bazi. Tworzyć ją miało trzech władców, którzy w sumie rządzić mieli przez 21 lat i 5 miesięcy. 
| Imiona władców                                 | Długość panowania        | Współczesne datowanie                         |
| ---------------------------------------------- | ------------------------ | --------------------------------------------- |
| Simbar-Szipak Ea-mukin-zeri Kaszszu-nadin-ahhe | 18 lat 5 miesięcy 3 lata | 1025-1008 p.n.e. 1008 p.n.e. 1007-1005 p.n.e. |

Założycielem i jednocześnie najlepiej znanym władcą z tej dynastii był Simbar-Szipak, który przywrócił polityczną stabilizację w Babilonii po długim okresie upadku spowodowanego najazdami aramejskich plemion. Po jego śmierci na kilka miesięcy przejął władzę Ea-mukin-zeri, uzurpator z plemienia Bit-Haszmar. Za panowania Kaszszu-nadin-ahhe, ostatniego władcy z tej dynastii, Babilonia ponownie zaczęła pogrążać się w stan anarchii.